# Napalm Death
Napalm Death este o formație de grindcore/death metal fondată în satul Meriden de lângă Birmingham, Anglia în anul 1981 de către Nicholas Bullen și Miles Ratledge.